# Negara Saka
Negara Saka is een bestuurslaag in het regentschap Lampung Timur van de provincie Lampung, Indonesië. Negara Saka telt 1249 inwoners (volkstelling 2010).